# Junkers Ju 88
Junkers Ju 88 var ett tvåmotorigt tyskt bombplan under det andra världskriget som även användes i andra roller. Förutom bombplan förekom flygplanet som närunderstödsflygplan, nattjaktplan, torpedflygplan och spaningsflygplan. 

## Historia
Junkers Ju 88 hade en solid konstruktion och utmärkta flygegenskaper och kom att bli ett av de vanligast förekommande flygplanen i det tyska flygvapnet Luftwaffe. Flygplanet kunde användas i alla tänkbara roller, till och med som en gigantisk flygande bomb (så kallade Mistel). Den användes på alla krigsskådeplatser i den europeiska delen av andra världskriget, till och med av länder som slogs emot Tyskland.
Flygtypens första flygning gjordes med prototypen Ju 88V-1, som bar det civila registernumret D-AQEN, den 21 december 1936. Vid flygningen uppnådde man omkring 580 km/h och det tyska flygvapnets chef Hermann Göring var extatisk. Tyskarna hade lyckats tillverka sin Schnellbomber, ett bombplan som var så snabbt att inga jaktplan kunde hinna ikapp det.
Efter att alla hade fått sina respektive önskelistor uppfyllda (inklusive störtbombning), hade flygplanets hastighet sjunkit till omkring 450 km/h. Flygkroppen var modellerad efter sin föregångare, Dornier Do 17, men hade mindre antal kulsprutor för självförsvar, eftersom man trodde att man skulle kunna flyga ifrån sina fiender. Flygplanet blev även mycket försenat. Det var tänkt att tas i bruk 1938, men kom i tjänst samma dag som Tyskland invaderade Polen (1 september 1939), och då i endast 12 exemplar. Produktionen gick långsamt eftersom det dök upp problem med denna avancerade maskin. En tung jaktplansvariant - Ju 88C-serien - skapades också tidigt år 1940, men hölls hemlig, eftersom Göring enbart ville ha bombplan. 
Ju 88A-1 -serien flög först uppdrag mot fartyg nära Norge. Ju 88-bombplan som var baserade på ön Sylt i norra Tyskland utförde de första Luftwafferäderna mot Storbritannien. Under ett anfall mot Rosyth den 16 oktober 1939, lyckades man skada tre fartyg men blev själva anfallna av Spitfires från de 602:a och 603:e divisionerna i RAF och två Ju 88:or sköts ned över Firth of Forth. Under en räd mot Scapa Flow nästa dag förlorades en Ju 88 på grund av luftvärnseld. Alla stridsberedda Ju 88 (133 st) sattes skyndsamt in i blixtkriget, men höga förlustsiffror gjorde att man var tvungen att snabbt dra tillbaka flygplanen för att ytterligare träna piloterna att hantera det avancerade flygplanet. Vid denna tidpunkt ansåg man att A-1 hade stora problem med sina flygegenskaper och man började arbeta på att lösa dem. Slutresultatet var ett bredare vingspann och den nya modellen A-5. Alla kvarvarande A-1 byggdes om till A-5 -standard så snart som möjligt.
Slaget om Storbritannien visade sig vara mycket kostsamt. Trots sin högre hastighet kom Ju 88:s förlustsiffror att överstiga Dornier Do 17s och Heinkel He 111s, trots att Ju 88 användes i mindre numerär än de övriga. Ett antal fältmodifieringar gjordes för att göra flygplanet mindre sårbart, däribland bytte man ut den bakre kulsprutan mot en tvåpipig kulspruta och satte till extra bepansring i förarkabinen.
Under de sista dagarna av slaget om Storbritannien kom flaggskeppet Ju88A-4 i tjänst. Trots att det var långsammare än A-1, hade man lyckats arbeta bort nästan alla de problem som plågat A-1 och slutligen fick man det fina bombplan som man hoppats på. A-4 kom att utvecklas ytterligare, bland annat fick den kraftfullare motorer, men den bibehöll sin typbeteckning, vilket var ovanligt för Luftwaffe. Ju 88C-serien kunde också dra nytta av A-4-förändringarna och när Luftwaffe slutligen bestämde sig för ett tungt jaktplan var Ju 88C en kraftfull, färdig produkt. Det definitiva tunga jaktplanet kom att bli Ju 88G, som hade en förstorad bakfena. Den skulle komma att bli det viktigaste nattjaktplanet i Luftwaffe.
Som en bombare var Ju 88 kapabelt att leverera tunga bomblaster mot små mål, trots alla sina modifikationer. Störtbombning visade sig vara för krävande för flygkroppen och år 1943 ändrade man taktiken så att bomberna levererades från en mindre 45-graders vinkel. Flygplanen och bombsiktena modifierades för detta och dykbromsarna togs bort. Med sitt avancerade Stuvi störtbombsikte kom träffsäkerheten att vara ganska god för sin tid. Det fanns även ett annat bombsikte som användes vid planbombning. A-4:s maximala bomblast var 2 800 kg, men vanligtvis bar man bomblaster på 1 500 till 2 000 kg. 
Flera modeller av Ju 88 användes som dagjaktplan, nattjaktplan, stridsvagnsbekämpare och som spaningsflygplan. Trots den utdragna designprocessen kom flygplanet att bli en av Luftwaffes viktigaste tillgångar.
Den japanska flottan önskade ett antiubåts/flotteskortflygplan som skulle vara baserat på ett medeltungt bombplan. Företaget Kyushu tog sin idé från Ju 88 för att skapa den japanska motsvarigheten, Kyushu Q1W Tokai ("Österhavet") "Lorna".

## Haveri i Sverige
1942 havererade en Ju 88 A-4 med förbandsbeteckningen 4D+IP norr om Jänkisjärvi
.

## Användning i Finland

### Fortsättningskriget

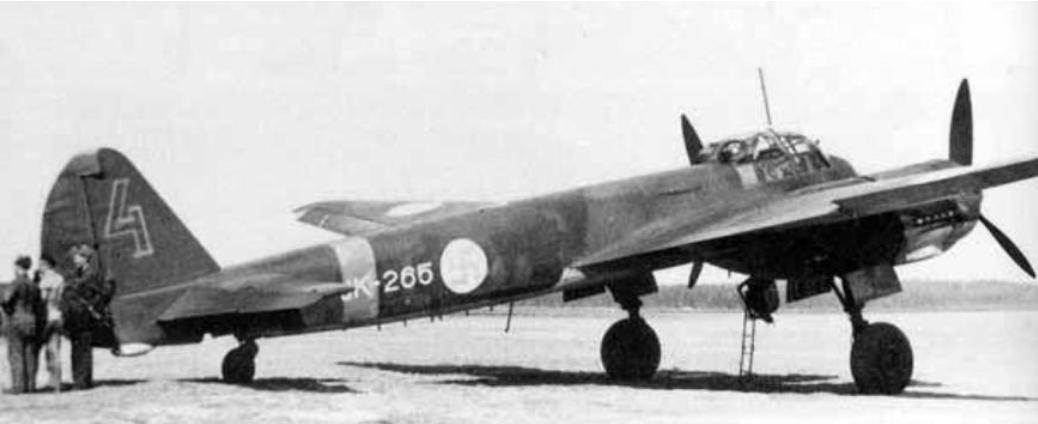
Finländsk Junkers Ju 88A-4

I början av 1943 köpte Finland 24 stycken Ju 88A-4 -bombplan från Tyskland (och gav dem beteckningar som börjar på JK). Tjugotre av flygplanen anlände (ett förstördes på transporten till Finland) och togs i bruk av Flygflottilj 44 (Lentolaivue 44) vars hemmabas låg i Onttola nära Joensuu i östra Finland. De Bristol Blenheim-bombplan som flottiljen använt fram till dess överfördes till Flygflottilj 42. På grund av det stora tekniksprånget mellan Ju 88 och Blenheimplanen pågick inskolningen ända fram till slutet av 1943 och under tiden gjorde man bara ett fåtal spanings- och bombuppdrag. Det mest nämnvärda var det bombanfall som utfördes mot partisanbyn Lehto, den 20 augusti 1943 (vilket var första gången hela flottiljen deltog i ett uppdrag) samt bombningen av flygfältet på Lövskär den 18 september 1943 (sju Ju 88:or skadades vid nödlandningar på grund av det dåliga vädret).
Sommaren 1943 började man modifiera flygplanen på grund av ändringar i störtbombningstaktik. Man tog därmed bort luftbromsarna och bombsiktet och monterade en Oerlikon 20 mm automatkanon där bombsiktet suttit. Dykvinkeln ändrades från den ursprungliga 60-80-gradiga vinkeln till 45 grader. På detta sätt utsattes inte flygkroppen för onödigt svåra belastningar samtidigt som precisionen var nästan oförändrad.
Den 9 mars 1944 utförde man ett bombanfall mot Kasimovos flygfält och den 22 mars utförde 11 Ju 88 ett anfall mot Petsnajoki motorkälkhögkvarter. Den 9 juni började det sovjetiska storanfallet mot Finland vilket gjorde att Flygregemente 4 (dit Flygflottilj 44 med sina Ju 88 hörde) fick fullt upp. Bombuppdrag utfördes med alla tillgängliga styrkor, flera gånger per dygn, dag som natt. Inledningsvis riktade man sina uppdrag mot området vid Kuuterselkä, Kivinebb samt Viborgska viken. När de sovjetiska arméstyrkorna ryckte fram bombade man även i Tali-Ihantala-området samt vid Vuosalmi. Man använde både planbombning och störtbombning, beroende på väderförhållandena.

### Lapplandskriget
Under Lapplandskriget tillhörde Flygflottilj 44 Flyggrupp Sarko (Lentoryhmä Sarko). Junkersflygplanen användes både till spaning och för bombuppdrag. På grund av att vädret oftast var dåligt utfördes de flesta uppdragen som planbombningar och målen var ofta de retirerande tyskarnas bilkolonner. Ju 88-flygplanens långa räckvidd gjorde det möjligt att utföra spaningsuppdrag ända till norra Norge. Dessa uppdrag utfördes speciellt år 1945 när de egentliga bombuppdragen minskade. Det sista stridsuppdraget, ett spaningsuppdrag, med en finländsk Ju 88 utfördes den 4 april 1945 och uppdraget utfördes av flygplanet JK-268.

### Efter kriget
Junkers Ju 88 användes som skolflygplan i Kemi och i Luonetjärvi. Flygplanen skrevs ur rullorna år 1948. Alla kvarvarande flygplan skrotades, varav de sista i början på 1950-talet.

## Användare
- Bulgarien, Finland, Frankrike, Italien, Rumänien, Tyskland, Ungern